# Scaptia rufa
Scaptia rufa är en tvåvingeart som först beskrevs av Macquart 1838.  Scaptia rufa ingår i släktet Scaptia och familjen bromsar. Inga underarter finns listade i Catalogue of Life.